# 長吻柔麗鯛
長吻柔麗鯛，為輻鰭魚綱鱸形目隆頭魚亞目慈鯛科的其中一種，其种加词“longirostris”意为“长吻的”。分布於非洲馬拉威湖流域，棲息深度30-92公尺，體長可達12.8公分，棲息在底中層水域，生活習性不明。